# Jurich Carolina
Pour les articles homonymes, voir Carolina.
Jurich Carolina est un footballeur international curacien né le 15 juillet 1998 à Willemstad. Il évolue au poste d'arrière gauche au Borac Banja Luka.

## Carrière

### En sélection
Avec l'équipe des Pays-Bas des moins de 19 ans, il participe à deux reprises au championnat d'Europe des moins de 19 ans, en 2016 puis en 2017. Lors de l'édition 2016, il joue deux matchs. Les Pays-Bas se classent sixième du tournoi. Lors de l'édition 2017, il joue cinq matchs. Les Pays-Bas sont battus en demi-finale par le Portugal.
Il reçoit sa première sélection en équipe de Curaçao le 23 mars 2018, en amical contre la Bolivie (score : 1-1).